# Herman Andersson (politiker)
Herman Teodor Andersson (i riksdagen kallad Andersson i Grimbo), född 15 mars 1869 i Tuve på Hisingen, död 3 oktober 1938 på Grimbo norrgård i Tuve, var en svensk lantbrukare och politiker i bondeförbundet.
Herman Andersson var son till lantbrukaren Karl August Andersson och Carolina Bernhardina Persdotter. Herman Andersson gifte sig 1910 med Berta Isabella Bengtson (född 1871 i Harplinge församling, Halland; död 1922 i Tuve församling). Andersson ägde 160 hektar fastigheter i Grimbo i Tuve socken 1938.
Andersson var ledamot av riksdagens andra kammare från 1901, invald i Västra och Östra Hisings häraders valkrets (1901–1908),  Göteborgs och Bohus läns södra valkrets (1912–1921) samt Göteborgs och Bohus läns valkrets (1922-). Han skrev 71 egna motioner särskilt om jordbrukets, skogsbrukets, fiskets och trädgårdsodlingens angelägenheter, t ex tullar och säsongtullar på vissa slag av frukt o grönsaker.